# Aganacris insectivora
Aganacris insectivora är en insektsart som beskrevs av Grant Jr., H.J. 1958. Aganacris insectivora ingår i släktet Aganacris och familjen vårtbitare. Inga underarter finns listade i Catalogue of Life.